# Villar de Olalla
Villar de Olalla é um município da Espanha, na província de Cuenca, comunidade autônoma de Castela-Mancha. Tem 158,08 km² de área e em 2021 tinha 1 313 habitantes (densidade: 8,3 hab./km²). Limita com os municípios de Cuenca, Altarejos, Abia de la Obispalía, Huerta de la Obispalía, Arcas del Villar, Valdetórtola e Fresneda de Altarejos.